# Bishambar Singh
Ali Bishambar Singh (ur. 10 października 1940 w Bahipurze, zm. w 2004) – indyjski zapaśnik walczący w obu stylach. Dwukrotny olimpijczyk. Szósty w Tokio 1964 w stylu wolnym i odpadł w eliminacjach w stylu klasycznym. Na igrzyskach w Meksyku 1968 odpadł w eliminacjach w stylu wolnym. Walczył w kategorii 57 kg. Srebrny medalista mistrzostw świata w 1967 i czwarty w 1965. Zdobył brązowy medal na igrzyskach azjatyckich w 1966. Triumfator igrzysk Imperium Brytyjskiego i Wspólnoty Brytyjskiej w 1966 roku.
- Turniej w Tokio 1964 – styl klasyczny

Pokonał Meksykanina Moisésa Lópeza a przegrał z Turkiem Ünverem Beşergilem i zawodnikiem radzieckim Władłenem Trostianskim.
- Turniej w Tokio 1964 – styl wolny

Pokonał Argentyńczyka Rubéna Leibovicha, Mongoła Badzryna Süchbaatara, Meksykanina Moisésa Lópeza. Przegrał z Davidem Aublem z USA i Hüseyinem Akbaşem z Turcji.
- Turniej w Meksyku 1968 – styl wolny

Pokonał Kanadyjczyka Herba Singermana i Turka Hasana Sevinça. Przegrał z Amerykaninem Donem Behmem i Japończykiem Yōjirō Uetake.
W roku 1964 został laureatem nagrody Arjuna Award.